# Przebój Wolbrom
Przebój Wolbrom – polski klub sportowy z siedzibą w Wolbromiu, założony w 1937 r. Jego dotychczasowym największym sukcesem był awans do III ligi w sezonie 2006/2007. W sezonie 2007/2008 zespół wywalczył awans do nowej II ligi, z której spadł po sezonie 2009/2010. W styczniu 2014 klub zbankrutował. Ludzie związani z Wolbromską piłką stworzyli dwa oddzielne klubu - AP Przebój Wolbrom, który kontynuował tradycję KS Przebój Wolbrom oraz Przebój 1937 Wolbrom, który składał się w większości z byłych zawodników KSP. W sierpniu 2015 doszło do połączenia AP Przeboju z Przebojem 1937 Wolbrom, co dało nowy twór - WKS Przebój Wolbrom.

## Sukcesy
- 10. miejsce w II lidze – 2008/09
- Puchar Polski – Małopolski ZPN – 2007/08

## Obecny skład
Stan na  listopad 2018
| Nr | Poz. | Piłkarz                             |
| -- | ---- | ----------------------------------- |
|    | BR   | Remigiusz Jończyk                   |
|    | BR   | Albert Siuzdak                      |
|    | OB   | Karol Karpierz (Kapitan)            |
|    | OB   | Jakub Wolny                         |
|    | OB   | Michał Raczyński                    |
|    | OB   | Przemysław Czapnik                  |
|    | OB   | Przemysław Łaskawiec                |
|    | OB   | Jakub Kopacz                        |
|    | OB   | Dawid Mendak                        |
|    | OB   | Krzysztof Osmenda                   |
|    | OB   | Heinner Rordigo Valenzuela Aparicio |
|    | PO   | Gabriel Skalski                     |
|    | PO   | Krystian Pałka                      |
|    | PO   | Kacper Januszek                     |

| Nr | Poz. | Piłkarz                  |
| -- | ---- | ------------------------ |
|    | PO   | Jan Świda                |
|    | PO   | Paweł Mączka             |
|    | PO   | Charles Pereira Da Silva |
|    | PO   | Neison Antunes pereira   |
|    | PO   | Mateusz Osuch            |
|    | PO   | Lucas Jose Da silva      |
|    | PO   | Jakub Rdest              |
|    | NA   | Michał Gamrat            |
|    | NA   | Aleksander Pabiańczyk    |

## Przebój Wolbrom w TV
- W sezonie 2008\2009 mecz 33 kolejki drugiej ligi gr. wschodniej Przebój Wolbrom-Okocimski Brzesko był transmitowany przez TVP Kraków. Do tej pory była to jedyna pełna transmisja meczu Przeboju w historii.